# دوبراوا (کورشوملییا)
دوبراوا (به صربی: Dubrava) یک منطقهٔ مسکونی در صربستان است که در کورشوملیا واقع شده‌است. دوبراوا ۴۵ نفر جمعیت دارد.